# Erosion (album)
Erosion - album studyjny Deutsch Nepal, wydany w 1999 roku przez wytwórnię Staalplaat. 

## Lista utworów
1. "Erosion" - 6:55
2. "Surgery II" - 9:45
3. "Collapsing Surface" - 13:57
4. "How Low..." - 8:09
5. "You're Just A Toy" - 2:44
6. "Static" - 7:06
7. "Faint Retard" - 6:46